# Quirini
De Quirini of Quirini is een Belgische adellijke familie.

## Geschiedenis
Graaf van Zeyll verleende in 1774 aan Pierre-François de Quirini erfelijke adel met de titel ridder van het Heilig Roomse Rijk, overdraagbaar op alle mannelijke afstammelingen.

## Genealogie
- Augustin-Dieudonné de Quirini (1794-1879), x Joséphine Hanolet (1796-1878)
  - Paul de Quirini (zie hierna)
  - Joseph de Quirini (1827-1884), x Clémentine van den Elsken (1838-1904)
    - Fernand de Quirini (zie hierna)

  - François de Quirini (°1829), x Antoinette Durieux (1835-1892)
    - Léon de Quirini (zie hierna)
    - Jules de Quirini (zie hierna)

## Paul de Quirini
- Paul Auguste François Joseph de Quirini (Fleurus, 12 december 1825 - Sint-Gillis, 20 maart 1904) werd in 1902 erkend in de Belgische erfelijke adel. Hij trouwde in 1892 met Marie-Ernestine Pottié (1861-1955) en ze kregen een zoon en twee dochters.
  - Paul de Quirini (1890-1971), advocaat, trouwde in 1914 in Schaarbeek met Juliette Descamps (1891-1980) en ze kregen zeven kinderen. Deze familietak is uitgedoofd in de mannelijke lijnen.
    - Paul de Quirini (1915-1940), benedictijn, militair brancardier, sneuvelde in het begin van de Tweede Wereldoorlog, op 30 mei 1940.
    - Marc de Quirini (1920-2015), jezuïet, missionaris in Zaïre.
    - Pierre de Quirini (1922- ), doctor in de rechten, jezuïet, missionaris in Zaïre, auteur van talrijke juridische en vulgariserende werken gewijd aan wetgeving en recht in Zaïre.
    - Etienne de Quirini (1926-2010) priester-missionaris in Argentinië.

## Fernand de Quirini
Fernand Arnold Marie Joseph de Quirini (Brussel, 9 september 1866 - Dion-le-Val, 12 maart 1932) werd in 1920 erkend in de Belgische erfelijke adel. Hij trouwde in 1889 met Joséphine Piéret (1868-1945). Met afstammelingen tot heden. 

## Léon de Quirini
Léon Leopold Ferdinand Joseph Antoine de Quirini (Velaine-sur-Sambre, 13 juli 1859 - Keumiée, 9 december 1933), werd in 1920 erkend in de Belgische erfelijke adel. Hij trouwde in 1910 met Louise Cornil (1879-1955). Deze tak is uitgedoofd.

## Jules de Quirini
Jules Clément Arnold Etienne de Quirini (Velaine-sur-Sambre, 12 maart 1862 - Hoeilaart, 2 maart 1929) werd in 1920 erkend in de Belgische erfelijke adel. Hij werd advocaat en trouwde in 1888 met Palmyre Titeca (1866-1946). Deze tak is uitgedoofd.